# كريستين فرينت
كريستين فرينت (بالإنجليزية: Christiane Frenette)‏ (18 نوفمبر 1954)؛ شاعرة، كاتِبة وروائية كندية.